# Andrena pallidicincta
Andrena pallidicincta är en biart som beskrevs av Gaspard Auguste Brullé 1832. Andrena pallidicincta ingår i släktet sandbin, och familjen grävbin. Inga underarter finns listade i Catalogue of Life.